# Babek

statuia lui Babek din orașul Babək, Azerbaidjan

Babek (Babək în azeră, 798-838), liderul mișcării anti-arabe din Azerbaidjan, conducatorul sectei hurramiților (816-837).
Lupta împotriva inegalității sociale din Azerbaidjan s-a manifestat sub diferite forme în secolele al VII-lea – al X-lea, în primul rând printr-o serie de mișcări antifeudale, care în anii 816-837 s-au transformat într-o mișcare mai amplă, numită a hurramiților, condusă de Babek. Luptând împotriva nedreptății sociale, hurramiții aveau ca scop principal izgonirea din țară a cotropitorilor străini. Babek a reușit să-i mobilizeze în lupta împotriva Califatului arab, nu numai pe țărani, ci și pe meșteșugari, nelăsând la o parte nici populația săracă din orașe. În scurt timp, armata de voluntari a lui Babek număra 20 de mii de călăreți și un număr mult mai mare de infanteriști. Mișcarea a luat repede amploare, cuprinzând întreg Azerbaidjanul. Acesteia i s-a alăturat temporar și o parte a feudalilor care sperau să devină independenți de califat. Insurgenții au distrus garnizoanele arabe din orașe, au anihilat puterea locală, au învins pe cele șase oști ale califatului trimise pentru înnăbușirea mișcării, au eliberat de sub dominația arabilor regiunile Șirvan și Nahcivan, precum și orașele Ardebil, Beyleqan și Barda. Pe aceste teritorii a fost instaurată puterea huramiților, care au luat o serie de măsuri menite să îmbunătățească situația socială și economică a locuitorilor. 

În anii '20-'30 ai secolului al IX-lea, mișcarea condusă de Babek a căpătat alte dimensiuni. Potrivit autorului arab Al-Masudi, „mișcarea lui Babek a atins proporții mari, influența sa a crescut enorm, iar numărul armatelor insurgente a crescut atât de mult, încât era cât pe-aici ca dinastia Abasizilor să fie distrusă”. Feudalii locali însă, speriați de amploarea mișcării populare, l-au trădat pe Babek, trecând de partea dușmanilor săi. Mobilizând toate resursele sale umane și materiale, Califatul și-a intensificat atacurile. Califul Al-Mutasim a trimis împotriva lui Babek o armată foarte mare, condusă de Ishaq ibn Ibrahim. În anul 833, hurramiții au suferit prima înfrângere, lângă Hamadan. 
Doi ani mai târziu, în Azerbaidjan a fost trimisă încă o armată condusă de Afșin Heydar ibn Kafuz, care i-a încercuit pe Babek și pe combatanții săi în cetatea Bazz. Afșin a încercat să-l convingă pe Babek să capituleze, silindu-l pe fiul acestuia, luat prizonier, să-i scrie tatălui că rezistența nu mai avea sens și că trebuia să se predea învingătorului. Răspunsul lui Babek la acea scrisoare a fost următorul: „Dacă tu ai fi fiul meu, atunci m-ai fi urmat. Tu însă nu ești fiul meu. Mai bine să trăiești o singură zi conducător, decât patruzeci de ani ca sclav”. Imediat după aceea, Afșin a reluat asaltul asupra cetății Bazz și, cu prețul unor mari pierderi, a cucerit-o. Babek a reușit să fugă în Aran, dar acolo a fost predat arabilor. Dus după aceea la reședința califului, a fost executat (la 4 ianuarie 838).
În ultimii ani, vizitarea tradițională anuală a fortareței Bazz de către masele populare din Azerbaidjanul de Sud face parte din procesul deșteptării naționale în rândurile minorității azere din Iran.